# نيك كولينز (لاعب كرة قدم أمريكية)
نيك كولينز (بالإنجليزية: Nick Collins)‏ هو لاعب كرة قدم أمريكية أمريكي، ولد في 16 أغسطس 1983 في غينزفيل في الولايات المتحدة.

## وصلات خارجية
- نيك كولينز على موقع مرجع كرة القدم المحترفة.كوم (الإنجليزية)